# Ctenopelma luciferum
Ctenopelma luciferum är en stekelart som först beskrevs av Johann Ludwig Christian Gravenhorst 1829.  Ctenopelma luciferum ingår i släktet Ctenopelma och familjen brokparasitsteklar. Arten är reproducerande i Sverige. Inga underarter finns listade i Catalogue of Life.